# A Dama de Branco

A Dama de Branco (The White Lady) é um conjunto de pinturas rupestres localizado numa gruta no Monte Brandberg, um monólito granítico gigante situado na Namíbia, Sudoeste da África, a mais alta montanha da Namíbia.

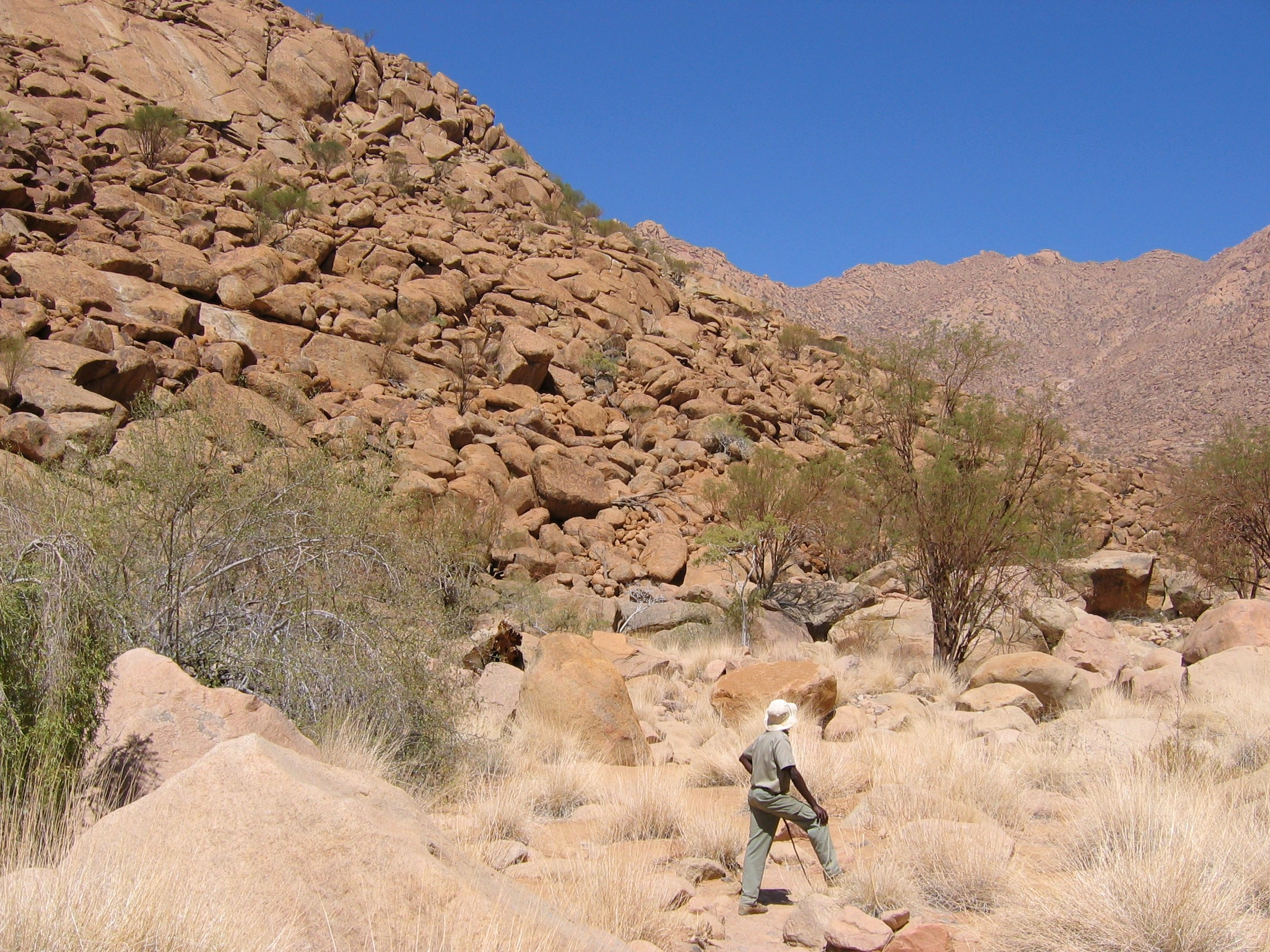
Trilha na Montanha Brandberg para a Dama de Branco

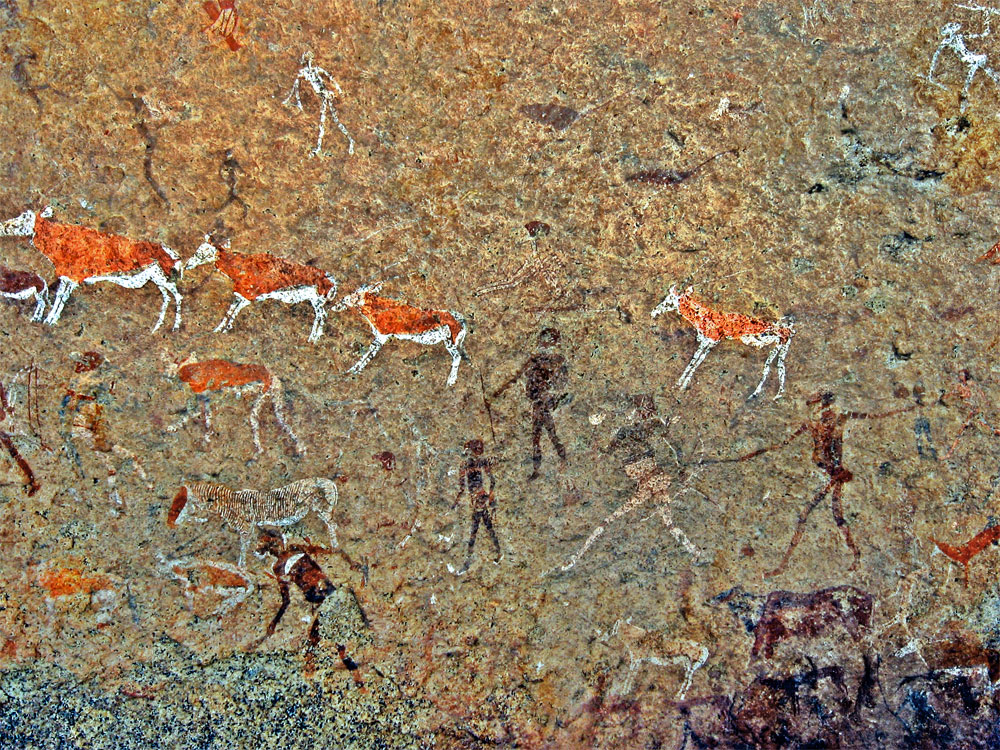
A Dama de Branco retocada, enfatizando cores e contornos.

Estas pinturas foram descobertas pelo explorador e geólogo alemão Reinhard Maack em 4 de janeiro de 1918, durante pesquisas que o mesmo estava realizando na região da montanha Brandberg, a mais alta da Namíbia. O sítio arqueológico destas pinturas está localizado numa gruta denominada “Abrigo Maack” e retratam diversas figuras humanas e de uma espécie de antílope, o Órix. Maack ficou impressionado com a figura principal da pintura, a qual descreveu como um "guerreiro". Em suas anotações, ele escreveu que "o estilo Egípcio-Mediterrânico de todas as pinturas é surpreendente". Ele fez diversas copias à mão das mesmas, as quais posteriormente foram publicadas na Europa.
Em 1929, o antropólogo francês Henri Breuil leu o relato de Maack sobre o sítio arqueológico e o nomeou de The White Lady. Atualmente, aceita-se que as pinturas tenham sido feitas por povos Sãs, há pelo menos 2000 anos atrás.